# Prague Challenger 1999
Il Prague Challenger 1999, ufficialmente Ciur Cup per ragioni di sponsorizzazione, è stato un torneo professionistico maschile di tennis facente parte della categoria ATP Challenger Series nell'ambito dell'ATP Challenger Series 1999. È stata l'unica edizione del torneo e si è giocato a Praga, in Repubblica Ceca, dal 16 al 22 agosto 1999 su campi in terra rossa.

## Vincitori

### Singolare
Davide Sanguinetti ha battuto in finale  Petr Kralert 7–5, 2–6, 6–3

### Doppio
Petr Kovačka /  Pavel Kudrnáč hanno battuto in finale  Petr Dezort /  Leoš Friedl con il punteggio di 6–0, 6–1